# DJ Hype

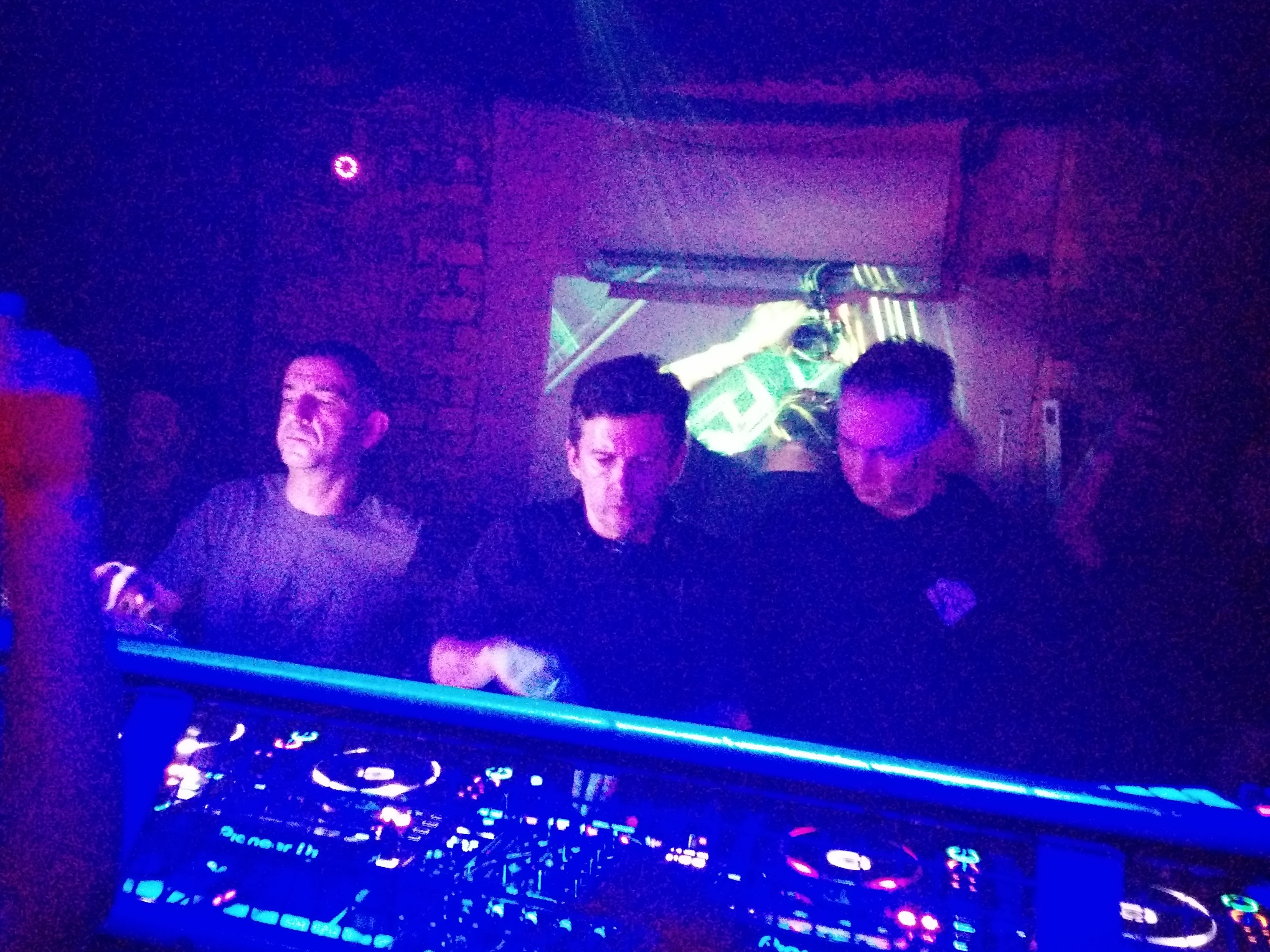
DJ Hype, Matrix y Futurebound en el club inglés Egg, 30 de noviembre de 2018.

DJ Hype es el nombre artístico del productor y DJ de drum and bass Kevin Ford. DJ Hype está considerado como uno de los pilares del drum and bass moderno, habiendo jugado un rol fundamental en su desarrollo.
Comenzó como DJ en emisoras de radio pirata inglesas como Fantasy FM, ganándose progresivamente una reputación por su habilidad y capacidad de selección que le llevó a ganar los premios a mejor DJ inglés en 1994 y 1995. Como productor, comenzó en 1989 como ingeniero de sonido y coproductor de hardcore. Fue a partir del lanzamiento de su propio sello Ganja Records en 1994 cuando pasó a centrarse el sonido jungle y drum and bass.

## Discografía seleccionada
- FabricLive.03
- FabricLive.18 con Andy C
- Dubplate Killaz
- Dubplate Killaz 2: Return of the Ninja
- World Dance - The Drum 'n' Bass Experience
- Drum and Bass Arena Presents: DJ Hype
- Drum & Bass Essentials